# Ташев-Хаджи
Ташев-Хаджи́, также Ташав-Хаджи, Ташав-Хаджи Эндиреевский и Ташу-Хаджи Саясановский (собственная подпись — «Хаджи-Ташав абду-ху» [«Хаджи-Ташав, раб Его {Аллаха}»], нисба — «Ал-Гумуки» [из кумыков], кум. Ташав-Гьажи Эндирейли, Ташав-Гьажи, чечен. Сесанара Воккха Хьаьжи, Воккха Хьаж, род. 1770 — ум. 1843—1846) — мусульманский богослов кумыкского происхождения, по другим данным, чеченского происхождения, активный участник Кавказской войны, имам Чечни, избранный в 1834 году. Позже один из мудиров имама Шамиля. Также являлся наибом Ауха.

## Биография

### Происхождение
Ташев-Хаджи родился в селе Эндирей Засулакской Кумыкии, по другим данным, Ташу-Хаджи Ичкеринец родился в Чечне в верховьях реки Мичик. Являлся кумыком по происхождению исходя из многочисленных данных, своих произведений на кумыкском и своих подписей. По другим данным чеченец.
Однако, существует и иная версия: некоторые современные историки утверждают, что национальная принадлежность Ташев-хаджи остаётся неизвестной, другие предполагают, что Ташев-Хаджи мог быть как кумыком, так и чеченцем. Например, исследователь М. Гаммер сообщает, что в местных письменных источниках на арабском языке он именует себя «Ал-Индири», что означает «из Эндери», таким образом, историк делает вывод о том, что Ташев-Хаджи мог быть как кумыком, так и чеченцем, так как в кумыкском селении Эндери наличествовала значительное чеченское меньшинство. При этом М. Гаммер упоминает его «индирийским кумыком», который был военачальником у чеченцев. Сам Ташев-Хаджи о своей национальной принадлежности говорил туманно.
Советская исследовательница Анна Закс пишет о Ташаве как о кумыке, выходце из Эндирея, отрицая его рождение на Мичике, при этом она отрицает версию об его чеченском происхождении, ссылаясь на работу личного писаря Шамиля Мухаммад Тахир аль-Карахи, называя эту версию неверной. 
Советский этнограф и профессор Б. А. Калоев так же указывал Ташава-Хаджи кумыком, выходцем из кумыкского села Эндирей, могилу которого почитают в селении Саясан. Аналогичное утверждение, в котором Ташав-Хаджи упоминается кумыком из Эндирея, приводится и в работе американского учёного профессора Чикагского университета Michael Khodarkovsky.
Также предметом обсуждения его национальной принадлежности стало некое стихотворение, обнаруженное у чеченского переселенца из Иордании исследователем И. Ханмурзаевым, авторство которого переселенец приписывает Ташеву-Хаджи . В первой версии стихотворения, Ташев именуется «Воккха Хаджи», что переводится с чеченского как «Великий Хаджи», во второй — ал-Индари (Хаджи Ташав Индари), где подчеркивается место его рождения, то есть аул Эндирей. В третьем варианте, вместо имени шейха используется слово «ал-гумуки», что означает «кумык» или «кумыкский». Какой вариант является первоначальным И. Ханмурзаев определить затрудняется, предполагая, что они могли существовать одновременно, но при этом отдает предпочтение «кумыкской» версии, отталкиваясь на том, что сам Ташав по этическим соображениям не мог себя так именовать (Воккха/великий-Хаджи), к тому же Ташав-Хаджи не владел чеченским языком.

### Становление

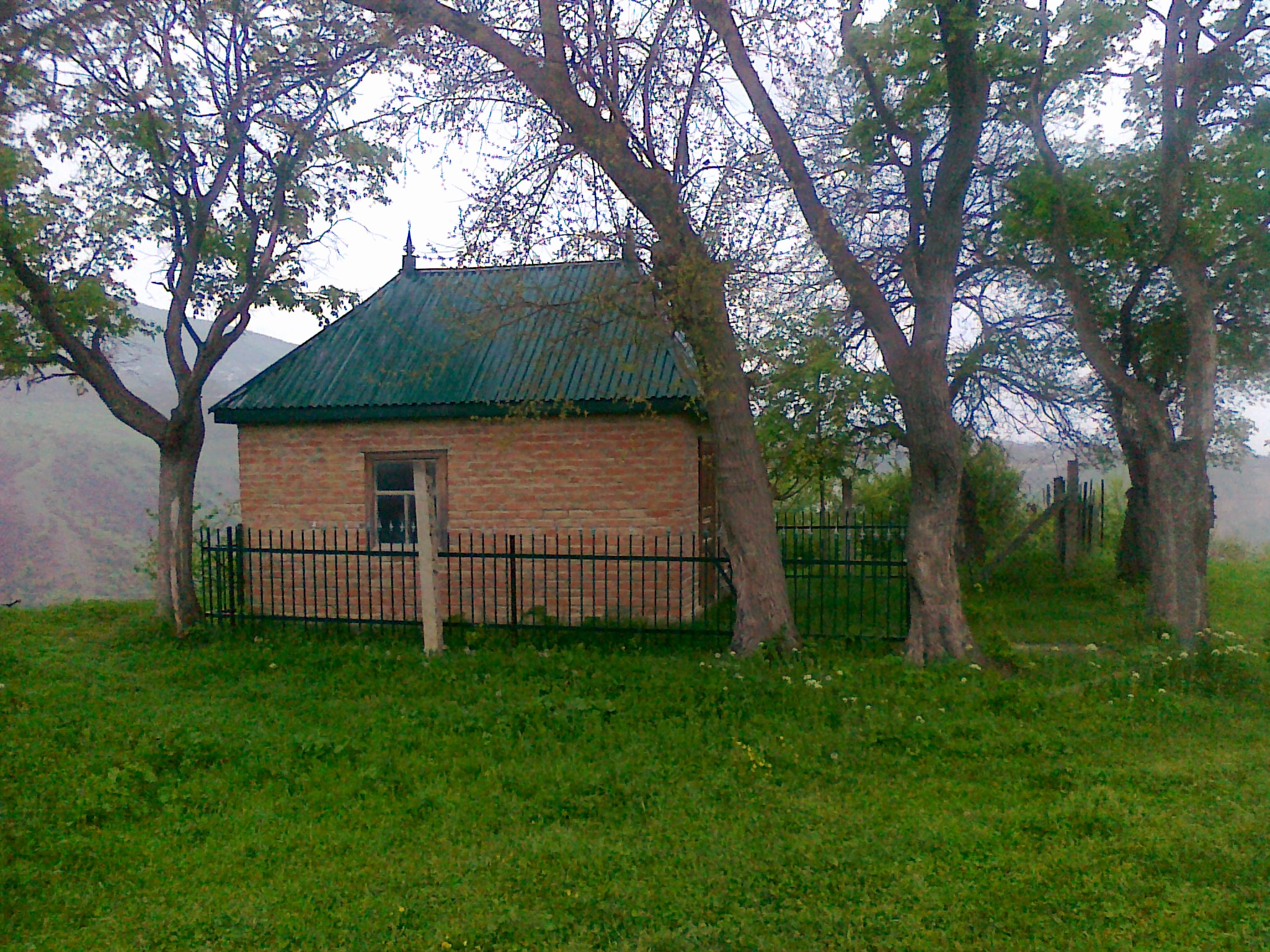
Зиярат, расположенный в Юрт-Аухе на месте, где отдыхал Ташев Хаджи

В 1820-е был муллой в родном Эндирее, распространяя учения накшбандии. Учился у Саида Араканского и Мухаммада Ярагского. Последний возвёл его в сан шейха накшбандийского тариката.
По мнению известного исследователя ДНЦ РАНН и арабиста И. И. Ханмурзаева, когда эндиреевцы принимали участия в освободительном движении под руководством Бейбулата Таймиева в 1818-1826 гг., Ташав-Хаджи принял самое деятельное участие в ней
В 1831 году Ташав покинул Эндирей. По мнению советской исследовательнице А. Б. Закс, причиной ухода Ташава из Эндирея послужило сожжение части Эндирея первым имамом Гази-Мухаммадом, дабы заставить колеблемую часть эндиреевцев примкнуть к нему. По её мнению, именно в это время Ташав убежал из Эндирея, примкнув имаму. Именно по этой причине, по мнению А. Б. Закс, в русских документах он упоминается «беглец Андреевской деревни». По другому мнению, а именно профессора Г. М.-Р. Оразаева, ссылавшийся на местные архивные материалы, причиной ухода Ташава-Хаджи из Эндирея повлекло предательство местных «богатеев и мулл» по отношению к простому кумыкскому народу, поставившие тайком подписи на подчинения русскому царю, видя как народ восстал против и даже был готов быть истреблённым, но не подчинённым, тем самым не имея возможности их переломить на свою сторону
После того, как ему пришлось покинуть Эндирей, первоначально он поселяется в Салатавии в селении Алмак, затем переселяется в Чечню. Ташав-Хаджи переехал в селение Саясан (Сесана), которое стало для него последним домом до его смерти в 1843 году.

### Кавказская война

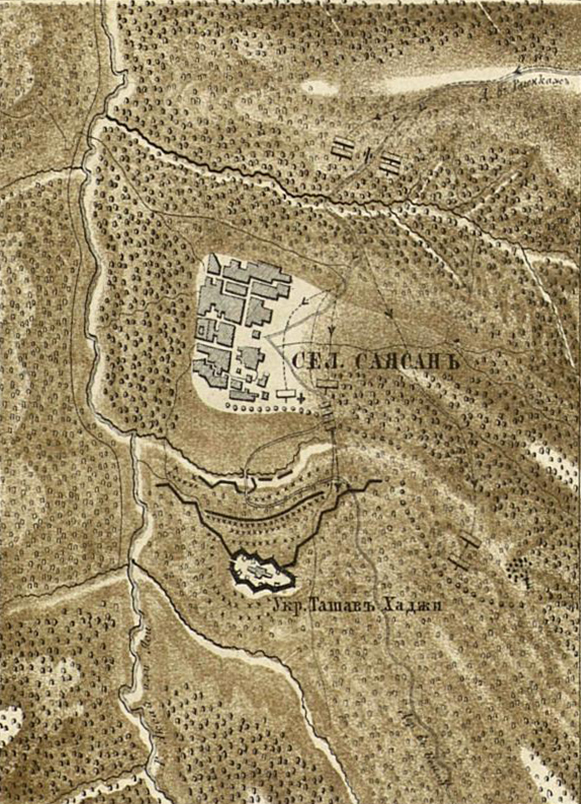
Село Саясан и укрепление Ташавъ Хаджи

Принимал активное участие в Кавказской войне начиная с 1828 года, был близким приближённым первого имама Гази-Мухаммада. Он дважды фигурировал в списке кандидатов на место имама Дагестана и Чечни, но в итоге уступил сначала Гамзат-беку Гоцатлинскому, а потом Шамилю Гимринскому. Ташев-Хаджи к середине 1831 года удалось склонить на свою сторону значительное число жителей восточной Чечни.
Осенью 1832 г. в ауле Гимры погибает имам Гази-Мухаммад. Вскоре после его смерти имамом был избран Гамзат-бек. Его деятельность в этот период не давала поводов для волнения кавказского командования. Однако в середине 1834 году русские отнеслись к имаму как к возрастающей угрозе, особенно после того, как к нему примкнул и признал верховенство имама Ташев-Хаджи, который на тот момент уже стал видным чеченским военачальником, призывавшим чеченцев к общему восстанию против империи.
Первое упоминание о Ташев-Хаджи было сделано в донесении Розена военному министру А. И. Чернышеву от 16 августа 1834 года, а первые сведения о вооруженном выступлении горцев под его предводительством относятся к 10 июня 1835 года.
Князь Орбелиани, находившийся в 1843 году в плену у Шамиля, писал: «Очевидно, Ташев-хаджи, вышедший из кумыкских религиозных кругов, пользовавшийся,… большим весом в горском мире, сподвижник Гази-Мухаммеда и Гамзата, имевший исключительный авторитет среди чеченцев, действительно мог представить собой опасного соперника для Шамиля».
Ташев-хаджи на первых порах открыто отказался считать Шамиля имамом и признавать за ним власть. Тем не менее, оба лидера осознавали необходимость перед лицом наступления царской армии объединить свои силы. По этой причине они вступили в переговоры, которые завершились встречей в Чиркате в феврале 1836 года, на которой Шамиль, Ташев-Хаджи и Кебед-Мухаммад приняли решение об объединении усилий. К числу их совместных кампаний после объединения сил относится известное сражение при Телетле.
В 1839 году после неудачи имама при Ахульго и фактической ликвидации Имамата у Шамиля оставался только один выход — уйти с оставшимися сторонниками в Чечню, где по сообщению Орбелиани «… в Байянах (Беной) Шамиль был ласково принят Ташевом-Хаджи».

## Хронология событий

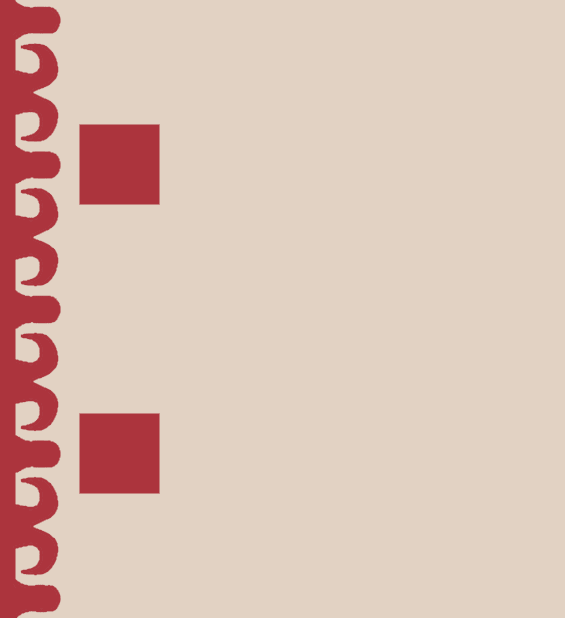
Знамя Ташев-Хаджи

Знамя наиба Ташев-Хаджи

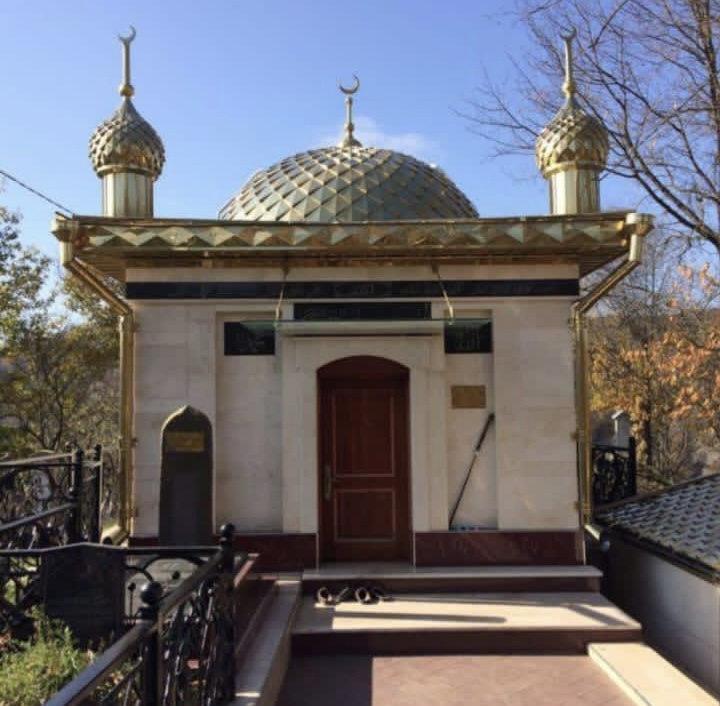
Зиярат на месте захоронения Ташев-Хаджи в Саясане

- 1831 год — Первые сведения о выступлении предводителя горцев Дагестана и Чечни Ташев-Хаджи — «беглеца из Андреевской деревни», который поднял к возмущению чеченцев и кумыков. Ташав-хаджи вел пропаганду среди эндиреевцев и кумыков, побуждая их к поддержке Гази-Мухаммада.
- 1832 г. октябрь — В Гимрах в неравной борьбе, окруженный со всех сторон неприятелем погибает Газимухаммад. Уважая его память, Ташав-хаджи хранил его боевое знамя, которое он брал с собой в своих дальнейших походах. «Он явился продолжателем дела Гази-Мухаммеда и всю жизнь безоговорочно стоял на позициях газавата».
- 1834 г. 16 августа — упоминание о Ташев-Хаджи в донесении полковника Розена военному министру А. И. Чернышеву.
- 1835 г. 10 июня — сведения о выступлении предводителя горцев Дагестана и Чечни Ташев-Хаджи.
- 1835 г. 12-15 июня — Бои между отрядами полковника Пулло и Ташев-Хаджи на реке Аргуне.
- 1836 г. январь или 9 февраля — Истребление полковником Пулло аула Кошкельды.
- 1836 г. 29 января или 10 февраля — Бой между отрядами Пулло и Ташев-Хаджи у селения Кошкельды. Отступление Пулло за Терек.
- 1836 г. 16 или 28 февраля — Отправка Ташев-Хаджи с отрядом в 200 человек в Чиркей для встречи с Шамилем.
- 1836 г. март — Совместное выступление Ташев-Хаджи и Шамиля для наказания непокорных жителей дагестанских аулов Игали, Урата, Ара-кана, Ирганая, Кодуха и Унцукуля.
- 1836 г. конец июня — Вторжение Шамиля с чеченскими предводителями Ташев-Хаджи и Уди-муллой в койсубулинское общество, захват Игали, Херадаре, Балаханы.
- 1836 г. 23 августа или 2—6 сентября — Карательная экспедиция полковника Пулло в аулы на реке Яман-су. Уничтожение аула Зандак. Отступление отряда Пулло под натиском Ташев-Хаджи в крепость Внезапную.
- 1837 г. февраль — По приглашению чеченских предводителей Ташев-Хаджи, Уди-муллы, Домбая, Умахана и Оздемира, имам Шамиль с отрядом дагестанцев прибыл в Чечню.
- 1837 г. 9 или 21 февраля — Победа Фези над объединёнными силами Шамиля и Ташев-Хаджи на реке Хулхулау у селения Автуры.
- 1837 г. апрель — Строительство Ташев-Хаджи укрепления при урочище Ахмат-Тала на правом берегу реки Аксай, вблизи аула Мескеты.
- 1837 г. апрель — Тайное соглашение между Шамилем и Ташев-Хаджи о согласованных действиях против имперских войск в Чечне и Дагестане.
- 1839 г. 10 мая — Сражение между войсками генерала Граббе и отрядом Ташев-Хаджи у селения Мескеты. Ранение поручика А. Д. Милютина — будущего военного министра России. Отступление Ташев-Хаджи к Беною.
- 1839 г. весна — Ташев-Хаджи совершает беспрерывные набеги на Кавказскую линию в целях отвлечь имперские силы от Дагестана.
- 1840 г. конец февраля, начало марта — чеченцы и терские кумыки под руководством Шоип-муллы Цонтороевского, Джаватхана Даргоевского (умер от ран в 1842), Ташов-Хаджи Эндиреевского, Уди-муллы (1770—1854 (погиб в бою)) и Буги-Эзирхи (1796—1840 (погиб в бою)) Гордалинских, Исы Гендергеноевского (умер в 1845) поднимают восстание и предлагают Шамилю возглавить его.
- 1840 г. 16 мая — Нападение Ташев-Хаджи на крепость Внезапная.
- 1840 г. 5 или 17 июня — Взятие отрядами Шамиля и Ташев-Хаджи селения Зубутли в Салатавии. Переход салатавских аулов на сторону восставшей Чечни[60].
- 1845 г. 16 марта — смерть Ташев-хаджи от полученных в бою ран.

## Творчество
У Ташев-Хаджи, кроме произведений на арабском языке, имеется ряд его произведений и на кумыкском языке — «Валиюллагь Гьажи хариб болгъанда…», «Мюрютюм мени, экибиз де бир ёлда болайыкъ…», «Насиплилер даат къылагъан гечедир…» и др. Из них наибольший интерес представляет первое, в котором он изложил причины, побудившие его покинуть Эндирей.

## Топонимы
- В середине февраля 1837 года генерал-майор К. К. Фези во время похода в Большую Чечню разорил селение Ташев-Хаджи-Юрт[62].
- Существовала одноимённая крепость укрепление Ташу-Хаджи.